# Alberto Damiani
Alberto Damiani (Casto, 1903 – Milano, 1970) è stato un partigiano italiano, esponente dell’antifascismo democratico, poi dirigente d’azienda.

## Biografia
Figlio di Eugenio Damiani (morto nel campo di concentramento di Bolzano, medaglia d'oro alla memoria), insieme ai fratelli Piero e Mario, partecipa fin da giovanissimo all'attività antifascista, come attivista del gruppo milanese di “Giustizia e Libertà”. La Casa Damiani a Milano diventa un fondamentale punto di incontro fra gli oppositori al regime fascista. 
Arrestato nell'ottobre 1930, con Umberto Ceva, Riccardo Bauer, Ernesto Rossi e altri (fra cui la fidanzata Lidia Bevilacqua), Alberto Damiani finisce nel carcere romano di Regina Coeli, è deferito al Tribunale Speciale ma poi prosciolto; arrestato di nuovo nel 1933 per la progettata fuga di Ernesto Rossi, viene assolto. 
Fra i fondatori del Partito d'Azione (PdA): dopo l'8 settembre '43 ne è il rappresentante sia nel Comitato di Liberazione Nazionale (CLN) lombardo, sia nel comando militare del CLN Alta Italia; è inviato in Svizzera per sviluppare i rapporti con gli Alleati durante l'ultimo periodo di guerra. 
Rientrato in Italia, nel 1944 combatte nella Valle dell'Ossola fino alla Liberazione. Fu Damiani a dare a Bauer, allora a Roma, la notizia della cattura di Ferruccio Parri, con l'invito a sostituirlo.
Dopo il 25 aprile 1945 consegna a Leo Valiani  una consistente documentazione sulla Resistenza e la lotta partigiana, attualmente depositata a Milano presso l'Istituto Nazionale per la Storia del Movimento di Liberazione.  
All'indomani della fine del secondo conflitto mondiale, abbandona l'attività politica militante, per svolgere le funzioni di dirigente industriale presso la Marelli di Milano.